# Harumi Yamaguchi
Harumi Yamaguchi, née à Matsue dans la Préfecture de Shimane, en 1941, est une artiste illustratrice japonaise.

## Biographie
Yamaguchi est née à Matsue dans la Préfecture de Shimane, et a été diplômée de l'Université des arts de Tokyo avec une spécialisation en peinture à l’huile. Après avoir travaillé pour l’agence publicitaire des grands magasins Seibu, elle commence sa carrière en tant qu’illustratrice indépendante, participant aux travaux de l'agence de production de Parco dès son ouverture en 1969. Depuis 1972, elle a représenté les femmes en utilisant les techniques de l’aérographe, et en s’établissant en tant qu’illustratrice.
Dans le catalogue publié dans une correspondance au Poster de Parco de l’exposition des Femmes des années 1970 de 1969-1986 qui eut lieu au Musée métropolitain de photographie de Tokyo en 2001, la sociologue et féministe Chizuko Ueno a commenté les travaux de Yamaguchi en disant « lorsque apparaissant pour se conformer au scénario de l’érotisme sur-mesure chez l’homme, Yamaguchi détruit les désirs masculins avec ses représentations exagérées. Par conséquent, le corps de la femme est idéalisé vers un royaume inaccessible pour les mains des hommes » (L’idée de la Femme),,,,,,,,,,.

## Expositions solo
- Hyper ! Filles d'Harumi !!, Musée Parco, Tokyo, Japon - 2016
- Femme, Galerie Retara, Sapporo, Japon  - 2016
- Filles d'Harumi, Post, Tokyo, Japon - 2016
- Filles d'Harumi Aishonanzuka, Hong-Kong, Chine - 2015
- Filles d'Harumi Nanzuka, Tokyo, Japon  - 2015[12]
- Harumi Yamaguchi - femmes japonaises, Maison de Galerie Maya, Tokyo, Japon -  2013
- Yamaguchi Harumi rencontre Seibu shibuya, Seibu shibuya, Tokyo, Japon - 2011
- Ecchi, Galerie Malle, Tokyo, Japon - 2009
- Tombe amoureux des purs-sangs, Galerie Minami-Aoyama, Tokyo, Japon - 2002
- Temps Tunnel Series VOL.13 – Héroïne du moment, Galerie de Création G8, Tokyo / Gardien du Jardin, Tokyo, Japon - 2001
- Un Message pour le 21e siècle – Honorer la Femme– Poster original d’Harumi Yamaguchi, Galerie Parco, Tokyo / (Voyage à) Musée d’Art de Shimane, Shimane, Japon - 2000

## Expositions collectives
- Désir, Bâtiment Moore, Miami (2016)
- Voici Zine Tokyo Bangkok 8, Tokyo Cultuart par Beams, Tokyo, Japon (2014)
- Exposition pour le 40e anniversaire du Shibuya, Parco Shibupar, Musée Parco, Tokyo, Japon (2013)
- Femme dans la Ville, Musée publicitaire de Tokyo, Tokyo, Japon (2011)
- L’âge d’Or de l’illustration, CCGA Centre d’Art Graphique, Fukushima, Japon (2004)
- Collection de poster Parco 1969-1986, Bibliothèque du Musée de la photographie Métropolitain de Tokyo, Tokyo, Japon (2001)
- Exposition Tadahito Nadamoto, Akira Uno, Makoto Wada, Harumi Yamaguchi, Galerie ggg, Tokyo / Galerie ddd, Osaka, Japon (1992)

## Prix
- Prix spécial du Poster International Warsaw Biennale
- Prix ADC de Tokyo

## Collections publiques
- Musée d’Art Moderne, New York[13]
- Centre d'art Walker, Minneapolis
- Musée de Kawasaki City, Kanagawa, Japon
- Centre d’Art Graphique CCGA, Fukushima, Japon